# Hells Angels

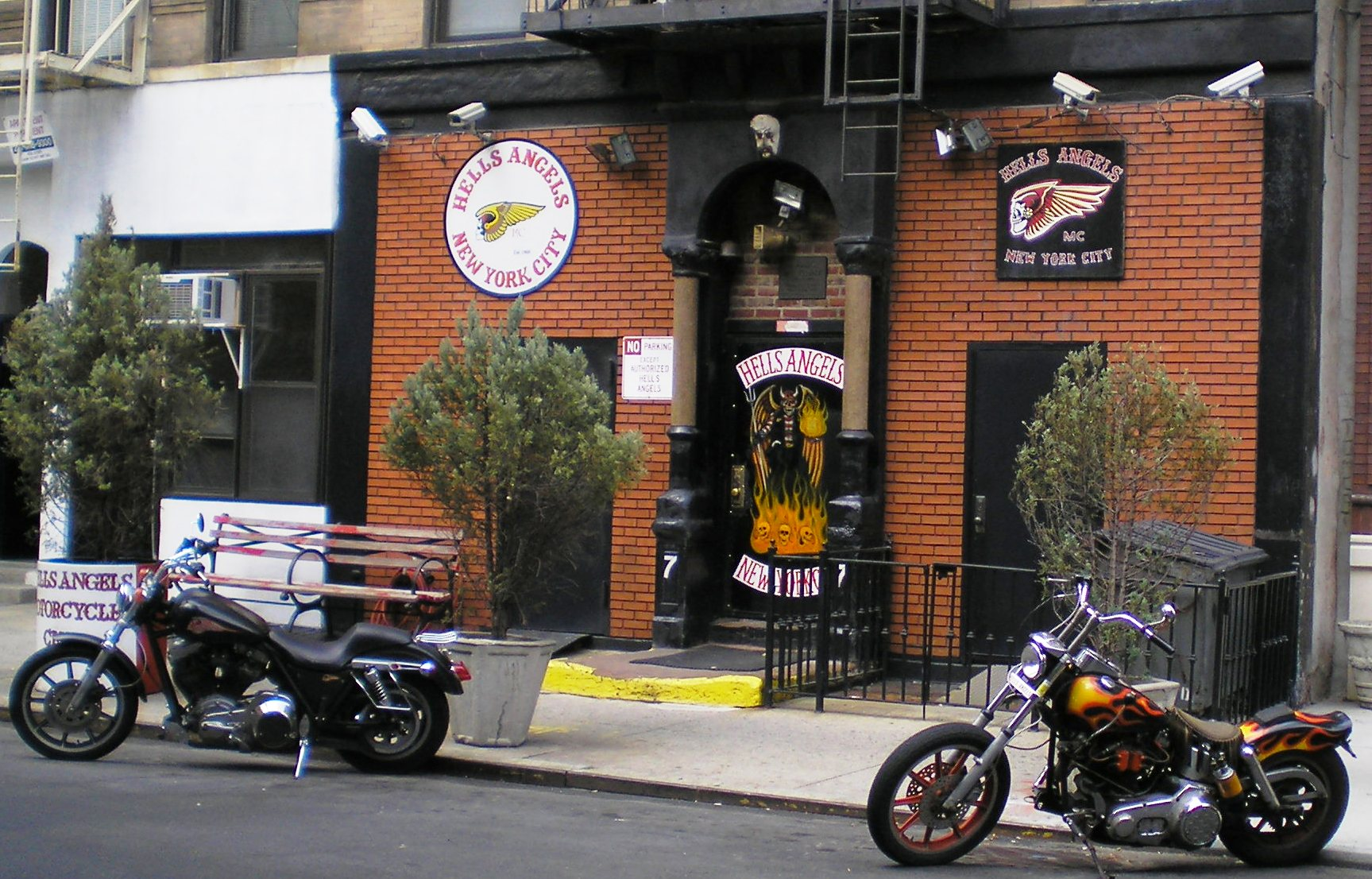
Sede dos Hells Angels em Nova Iorque.

O Hells Angels Motorcycle Club (HAMC) é um clube de motociclistas, qualificados como moto clube cujos membros tipicamente são homens e pilotam  motocicletas Harley-Davidson. Nos Estados Unidos e Canadá, os Hells Angels são associados como o Hells Angels Motorcycle Corporation. Seu principal lema é: Quando fazemos direito, ninguém lembra. Quando erramos, ninguém esquece. Tanto o FBI quanto o Serviço de Inteligência Criminal do Canadá classificam o grupo como um dos "quatro grandes bandos de motocicletas a combater", cujos membros agem com grande violência atuando no tráfico de drogas, roubo de mercadorias e extorsão. Membros da organização alegam continuamente que eles são apenas uma equipe de motociclistas entusiastas que apenas se reúnem para viajarem de motocicleta, organizar eventos sociais, captar de recursos, organizar festas e comitivas de motocicletas.

## História
A história dos Hells Angels é envolta em mistério e controvérsia, devido em parte ao fato de que vários indivíduos reivindicam sua fundação e, também, devido, em parte, ao seu código de conduta secreto muito restrito e que pode ser interpretado como uma prática de mitificação internacional de alguns membros do clube. Os membros não utilizam sobrenomes no tratamento entre eles. Usam apenas o primeiro nome e mais frequentemente um apelido. Devido a sua história folclórica e às ligações confirmadas de alguns de seus membros ao crime organizado, existem especulações e rumores sobre a história e as atividades. Para muitos eles são considerados como uma organização criminosa.
O Hells Angels foram originalmente formados em 1948 em Fontana e São Bernardino, Califórnia, através de uma fusão de antigos membros de diferentes clubes de motocicletas, tal como "The Bastards", Os de Saco Cheio, de Bloomington. O nome "Hells Angels" acredita-se que foi inspirado pelo uso histórico, tanto na Primeira Guerra Mundial quanto na Segunda Guerra Mundial, ao nomear esquadras ou outros grupos de guerra por ser um nome desafiador, feroz e mortal. Os Tigres Voadores baseados na China foi dividido em três esquadrilhas de avião, e uma esquadrilha foi nomeada "Hell's Angels". O filme de Howard Hughes mostra extraordinárias e perigosas fações de aviação. Várias unidades usaram o nome Hell's Angels antes do fundador do clube de motocicletas usá-lo, inclusive o 303º Grupo H de Bombardeiros Pesados da Força Aérea Americana, uma unidade militar formada nos primeiros anos da Segunda Guerra Mundial, e a 11.ª Divisão Aérea. Alguns Hells Angels tentam acabar com a crença de qualquer conexão, exceto o nome , entre o HAMC e o histograma militar Hell's Angels. O website oficial do grupo esclarece que o nome foi sugerido aos fundadores do clube por um amigo, Arvid "Oley" Olsen, que foi um membro dos Tigres Voadores. Nenhum membro daquela esquadrilha tornou-se membro da HAMC.
A história dos primórdios do HAMC não é clara. Conforme Ralph Sonny Barger, fundador da facção Oakland, facções do clube foram fundadas em São Francisco, Gardena, Fontana, e outro lugares independentemente uns dos outros, com os membros habitualmente desconhecer que havia outros clubes Hells Angels.
Outras fontes declaram que os Hells Angels de São Francisco foi originalmente organizado por Rocky Grave, um membro dos Hells Angels de São Bernardino ("Berdoo"). Isto prova que os Hells Angels "Frisco" estavam muito cientes de seus representantes. De acordo com outra fonte, o clube Hells Angels foi um sucessor do "P.O.B.O.B." Motorcycle Club. O Hells Angels "Frisco" foi reorganizado em 1955 com treze membros; Franco Sadliek, que concebeu o logotipo original do cranio da morte, nomeado como presidente. A facção Oakland, nessa altura era chefiada por Barger, usando uma versão maior de seu apelido "Barger Maior" qual foi primeiramente usado em 1959 e mais tarde tornou-se o clube padrão.
Os Hells Angels são às vezes representados como uma lenda dos dias modernos, ou como o espírito livre e se transformar em ícone de um era de camaradagem e lealdade. Outros descrevem eles como um bando criminoso violento e um estorvo na sociedade.

## Símbolos
A página oficial dos Hells Angels na Internet atribui o design da insígnia oficial "cabeça da morte" a Frank Sadilek, antigo presidente da facção São Francisco. As cores e forma de estilo do emblema das jaquetas (antes de 1953) foram copiadas das insígnias da 85ª Esquadrilha de Combate e da 552ª Esquadrilha de Aviões Bombardeiros Médios.

Os Hells Angels utilizam um sistema de emblemas, similar às insígnias militares. Embora o significado específico de qualquer emblema não seja de conhecimento público, os emblemas identificam atividades especificas ou crenças de cada motociclista.  As cores oficiais dos Hells Angels são letras vermelhas visualizadas em fundo branco. Estes emblemas são aplicados em jaquetas e roupas de couro ou jeans.
Vermelho e branco são também utilizados para exibir o número 81 em muitos emblemas, como em "Suporte 81, Rota 81". O 8 e 1 apontam as respectivas posições na alfabeto das letras H e A. São usados por amigos e apoiadores do clube, mas somente membros oficiais podem vestir qualquer logomarca dos Hells Angels.
O diamante formando o emblema um por cento também é utilizado, e escrito como "1%", em vermelho no fundo branco com borda castanha. O termo "um por cento" é uma resposta ao Incidente Hollister quando a Associação Americana de Motociclistas (AMA) teria dito que 99% dos motociclistas eram formados por bons cidadãos e 1% por bandidos. A AMA alega não se recordar de ter dado tal declaração à imprensa, e chamada esse relato apócrifo.
Muitos membros vestem um emblema retangular (novamente, fundo branco com letras vermelhas e bordas castanhas) identificando sua respectiva facção local.
Quando aceito, membros do clube vestem um emblema denotando sua posição ou hierarquia dentro da organização. O emblema é retangular, e da mesma forma que os emblemas descritos acima, são desenhados em fundo branco com letras vermelhas e bordas castanhas. Alguns exemplos de cargos usados são Presidente, Vice-Presidente, Secretário, Tesoureiro, e Sargento de Armas. Esse emblema é habitualmente colocado acima do emblema de localização do clube.
Alguns membros também vestem um emblema com a rubrica 'AFFA', que significa 'Angels para sempre; para sempre Angels', referente a seu vinculo vitalício no clube de motocicletas (isto é, 'uma vez membro, sempre um membro').
O livro Gangs, escrita por Tony Thompson (um correspondente criminal do jornal The Observer), depõe que Stephen Cunningham , um membro dos Angels, ganhou um novo emblema após ele ter sido resgatado após uma tentativa de armar um atentado a bomba: dois SS em formato de relâmpagos em estilo nazista e abaixo as palavras 'Filthy Few'. Algumas declarações de oficiais da justiça alegam que o emblema é um prêmio apenas para aqueles que tem cometido, ou são preparados para cometer, homicídios em favor do clube. Conforme um relatório do caso R. v. Bonner e Lindsay em 2005, outro emblema, similar ao emblema 'Filthy Few', é o emblema 'Dequiallo'. Esse emblemo significa que o usuário possui passagem pela policia". Não há convenção comum quanto ao local onde os emblemas são localizados nas jaquetas e roupas dos membros.
Em março de 2007 os Hells Anjos moveram ação judicial contra os Estúdios Walt Disney alegando que o filme intitulado Porcos Selvagens (Wild Hogs) usou o nome e o logotipo da Hells Angels Motorcycle Corporation sem permissão.
As exigências para tornar-se um membro do Hells Angels são as seguintes: os candidatos devem ser homens, brancos, ter uma habilitação de motociclista, trabalhar com motocicletas e não pode ser um molestador de crianças ou ter sido um oficial da polícia ou guarda de prisão. Após um longo processo, um candidato a membro é primeiramente admitido como um 'Candidato', indicando que o indivíduo é convidado a alguns eventos do clube ou a encontrar outros membros do clube em encontros de motociclistas.
Se o candidato estiver interessado, ele pode ser convidado a se tornar um 'Hangaround', uma situação que acontece habitualmente após um ano ou dois. No fim deste estágio, ele será reclassificado como 'Prospect', convidado a participar em algumas atividades do clube, mas não para ter privilégios, enquanto ele será avaliado como um possível membro oficial. A última fase, e o mais alto grau de status, é 'Associação Plena' ou 'Escudo fechado'. O termo Emblema Pleno refere-se ao conjunto dos quatro emblemas, incluindo o logotipo 'Cabeça da Morte', dois apliques (aplique superior: 'Hells Angels; aplique inferior: Estado ou Território) e o emblema retangular 'MC' abaixo da asa da Cabeça da Morte. Candidatos potenciais são autorizados a vestir somente um aplique inferior com o nome do Estado ou Território com o emblema retangular 'MC'.
Para tornar-se um membro de pleno direito, o Prospect deve ser votado em pelos membros oficiais do clube. Antes da votação, um Prospecto habitualmente viaja por cada facção da jurisdição (estado / província / território) e introduz ele mesmo a cada Emblema Pleno. Esse processo permite que qualquer membro votante torne-se familiarizado com o sujeito e a fazer qualquer questionamento antes do voto. Após a admissão habitualmente requer uma maioria unânime nas votações, e algum clube poderá rejeitar um Prospect por um simples voto discordante. Algumas formalidades a serem acatadas seguem, dentro das quais o Prospecto afirma sua lealdade ao clube e a  seus membros. O emblema final (aplique superior Hells Angels) é então concedido numa cerimônia de iniciação.
Ao sair dos Hells Angels, ou ser rejeitado, estes devem ser devolvidos ao clube.

## Atividades criminosas

### Califórnia
O maior evento em que os Hells Angels se envolveram foi no Concerto Livre de Altamont em 6 de dezembro de 1969 no autódromo Altamont Speedway — parcialmente documentado no filme Gimme Shelter de 1970 — e estrelado por Jefferson Airplane, The Flying Burrito Brothers, e Rolling Stones. O Grateful Dead também estava programado para se apresentar, mas cancelado no último minuto por causa  das circunstâncias que se seguiram. Os Angels que haviam sido contratados pelos Rolling Stones como segurança pessoal, cobraram apenas uma taxa que foi mencionada como $500 para a cerveja. Os Angels estacionaram suas motocicletas em frente ao palco para criar uma barreira temporária entre o palco e a dezena de milhares de fãs. A administração da segurança se mostrou difícil: muitos espectadores foram feridos e quatro mortos. Um foi Meredith Hunter, dois foram mortos por um motorista e o quarto, afogado num atoleiro de água. Com o amanhecer do dia, os Hells Angels tornaram-se cada vez mais irritados e se tornando cada vez mais agressivos. Denise Jewkes do Ace of Cups, grávida de seis meses assistindo em frente ao palco, foi atingida na cabeça por um garrafa de cerveja vazia atirada por um segurança e encaminhada ao hospital com traumatismo craniano.
Durante o julgamento de homicídios dos Hells Angels, Alan Passaro, um guarda de segurança testemunhou ter ouvido os Hells Angels serem convocados sobre os alto-falantes quando o helicóptero dos Rolling Stones pousou. A discussão após o acontecimento foi sobre se os Hells Angels gerenciaram a segurança durante todo o evento ou apenas sobre a apresentação dos Rolling Stones. Sam Cutler, o agente dos Stones segundo mencionado, foi quem teria pago aos Hells Angels como escolta dos Rolling Stones. Isto foi negado pelos Hells Angels assim como outros ligados ao evento. Durante a abertura da apresentação de Santana, os Hells Angels surgiram no palco diversas vezes para retirar pessoas do palco.
Na hora dos Rolling Stones irem ao palco, vários incidentes de violência teriam ocorrido entre os Hells Angels e internamente e entre a plateia. Um grande performante de circo pesando mais de 350 libras fez um striptease e desfilou nu através do povo. Frequentadores do concerto tentaram detê-lo. Vários Hells Angels saltaram do palco e dominaram o homem com socos e empurrões. Uma multidão entre 4000 e 5000 pessoas teriam corrido para perto do palco, e muitos tentaram subir.
Os Angels usaram violência para controlar a multidão. Após uma das motocicletas dos Angels ser derrubada, os Angels tornaram-se mais agressivos, até com os músicos do palco. Marty Balin, do Jefferson Airplane, foi deixado inconsciente após uma discussão acalorada com um Angel no palco como mostrado no filme documentário Gimme Shelter. O Grateful Dead se recusou a se apresentar após o incidente com Balin e deixou o evento.
Uma explosão aconteceu perto do palco durante uma evolução da música Under My Thumb. Um organizador do show, chamado Meredith Hunter, que portava um pistola [sua neutralidade é discutida]. Hunter foi esfaqueado até a morte. Um membro dos Hells Angels, Alan Passaro, foi mais tarde absolvido de homicídio alegando legitima defesa. Após o show e criticados pela mídia e com a atenção que se voltou ao HAMC, Sonny Barger foi a uma rádio local da Califórnia justificar os atos dos Hells Angels e apresentar sua versão dos fatos. Ele alegou que a violência só teria iniciado após a plateia vandalizar as motocicletas dos Hells Angels. Barger disse mais tarde que Meredith teria efetuado um disparado contra um membro dos Hells Angels que ele descrevia apenas como "apenas ferido".
Em 2005, após dois anos de exaustiva análise e renovação de arquivos, o Vara de Direito da Comarca de Alameda declarou o caso permanentemente encerrado. Uma versão completa e em câmera lenta do filme original foi produzido pela polícia, e depois de examiná-lo o Xerife Sargento da Comarca de Alameda Scott Dudek declarou que Passaro, morto em 1985, foi a único pessoa a esfaquear Hunter e fez portanto somente após Hunter apontar uma pistola para o palco onde os Rolling Stones se apresentavam.
Alan Passaro foi o único a esfaquear Meredith Hunter, disse Dudek, adicionando que o advogado de Passaros confirmou que seu cliente foi o sola assaltante. " Passaro usou uma faca para impedir Meredith Hunter de disparar". Além disso, a versão em câmera lenta do filme, mostra Hunter brandir a pistola justamente antes de Passaro esfaquear ele.

### Nevada
A Arruaça de River Run ocorreu em 27 de abril de 2002, no Casino & Hotel Harrah's em Laughlin, Nevada. Membros dos motoclubes Hells Angels e do Mongols lutam no salão do casino. Como resultado, o Mongol Anthony Barrera, 43, foi esfaqueado até a morte, e dois Hells Angels, Jeramie Bell, 27, e Robert Tumelty, 50, foram mortos a tiros. Em 23 de fevereiro de 2007 membros dos Hells Angels James Hannigan e Rodney Cox foram sentenciados a dois anos de prisão. Cox e Hannigan foram flagrados em vídeo-tape confrontando membros Mongol dentro do casino. Um membro dos Hells Angels pode ser visto claramente na fita de segurança do casino chutando o rosto de um motociclista membro dos Mongols, causando a briga.
Contudo, antes desta briga, vários incidentes de desafios e provocações foi apontado na Comarca de Clark, pelos interrogatórios do Grande Juri de Nevada cometidos pelos Hells Angels. Membros dos Mongóis abordaram um vendedor ambulante vendendo produtos com a marca registrada dos Hells Angels, e teriam cercado um Hells Angels e obrigado ele a despir a camisa do clube. Além disso, novas evidências apontam que a luta teria começado quando um Mongol teria chutado um membro dos Hells Angels. Independentemente de qual menor incidente corporal possa ter "motivado a briga", é claro que os Hells Angels iriam confrontar os Mongois não importando suas ações.
Advogados do grupo alegam que eles estavam defendendo-se de um ataque iniciado pelos Mongois. Acusações foram retiradas contra 36 outros Hells Angels originalmente indiciados na acusação.

### Nova Iorque
Em 28 de janeiro de 2007 uma mulher chamada Roberta Shalaby foi encontrada espancada na calçada do lado de fora do clube dos Hells Angels na 77 East Terceira Avenida no bairro de East Village, Manhattan. O resultado da investigação feita pela NYPD tem sido criticado pelo grupo por sua intensidade. A polícia foi impedida de ter acesso ao clube dos Hells Angels e respondeu pelo isolamento da área, posicionando atiradores de elite, e enviando batalhões blindados ao local. Depois de obter uma autorização, a polícia foi à sede do clube e prendeu um dos Hells Angels o qual foi solto mais tarde. O grupo alega não ter ligação com o espancamento de Roberta Shalaby. Cinco câmeras de segurança cobrem a área da entrada do clube da facção em Nova York na Terceira Avenida, mas o NY HAMC reforça que ninguém sabe como Shalaby foi espancada quase até a morte na sua porta de entrada. Os membros foram mais tarde exonerados e o clube está processando a cidade de Nova York por danos ao seu clube.

### Washington
Assassinato de Michael Walsh, premeditado. Em 2001 os Hells Angels Rodney Lee Rollness e Joshua Dossier assassinaram Michael "Santa" Walsh, que alegou falsamente ser um membro dos Hells Angels. Paul Foster, com esperança de ser aceito nos Hells Angels, ajudou no homicídio atraindo Walsh a uma em sua casa e dando cobertura ao crime. O líder da Costa Oeste Richard "Smilin Rick" Fable, juntamente com Rollness e Dossier, foi também condenado por várias ofensas premeditadas.

### Tentativa de assassinar Mick Jagger
Os Hells Angels também são conhecidos por liderar um plano para assassinar o astro do rock'n'roll, vocalista dos Rolling Stones, Mick Jagger. Um agente do FBI revelou em uma "entrevista" para a BBC que os membros do grupo queriam se vingar de Jagger, após um trágico show dos Rolling Stones no festival de Altamont, nos Estados Unidos, em 1969, quando um jovem foi assassinado por um membro da gangue. Os Hell's Angels supostamente faziam a segurança do evento (show) e, após o crime, Mick Jagger teria dito que não queria mais os serviços do grupo. O plano então seria matar o líder dos Stones em sua casa de veraneio, nos Estados Unidos. Decidiram chegar ao local pelo mar, mas o bote no qual viajavam os supostos agressores foi atingido por uma tempestade, embora todos tenham sobrevivido, segundo o ex-agente. Acredita-se que Jagger nunca foi informado da suposta tentativa de assassinato.

## Canadá
O jornal Vancouver Sun afirma que o Canadá possui mais membros dos Hells Angels membros per capita que qualquer outra nação, inclusive os Estados Unidos, onde tem facções em por volta de 20 estados. Mr. Réal Ménard (Montréal) testemunhou no Parlamento que os Hells Angels tinham 38 facções no Canadá entre 1995-1997. Os Hells Angels estabeleceram sua primeira facção canadense província de Quebec durante os anos 70. Os Outlaws e vários clubes afiliados independentes conseguiram impedir os Angels de assumirem uma posição dominante em Ontario, a província mais populosa do Canadá, até que nos anos noventa, embora os Grim Reapers de Alberta, Los Bravos em Manitoba, e vários outros clubes independentes através do território formassem uma frágil aliança que mantiveram os Angels fora da província até os fins da década de 90. Em 1997, sob a liderança de Walter "Nurget" Stadnick, os Hells Angels se tornaram o clube dominante não somente em BC e Quebec, mas em todo o Canadá, com facções em pelo menos sete das dez províncias e dois dos três territórios.

### O Julgamento de Lindsay e Bonner
Em 2002 o Promotor da Coroa Graeme Williams procurou enquadrar os Hells Angels formalmente declarando-os como "uma organização criminosa" aplicando a legislação antigangues [conta C-24) por uma acusação criminal envolvendo os Hells Angels e dois de seus membros, Stephen (Tiger) Lindsay e Raymond (Razor) Bonner.
O grupo de acusação levou três anos de investigações com a objetivo de levantar evidências para o julgamento.
As conclusões do julgamento chegaram em junho de 2005, pela representante da Justiça de Ontario, Michelle Fuerst que condenou Lindsay e Bonner por terem cometido extorsão em associação com uma organização criminosa e terem usado a reputação dos Hells Angels como um arma.

### Quebec
A guerra de motoqueiros de Quebec entre os Hells Angels e os Rock Machine que começara em 1994 e durou até fins de 2002 tirou mais de 150 vidas. Inclusive alguns espectadores inocentes. Maurice (também conhecido por Mamãe Boucher) Boucher foi o líder da facção Quebec e segundo no comando da facção Nomade Canadense, uma facção sem qualquer base geográfica fixa. Em maio Boucher recebeu um sentença de morte  automática, sem qualquer possibilidade de perdão por pelo menos 25 anos , após acusações comprovadas de homicídios de primeiro grau  pela morte de dois carcereiros canadenses, emboscados no caminho de casa. Em 15 de abril de 2009, a operação SharQc foi conduzida pela força policial provinciana de Québec.

#### Operação SharQc
O rede de segredos que acobertou os Hells Angels durante anos finalmente foi quebrada durante uma investigação que resultou na detenção de quase todos os membros do bando em Quebec. Em 15 de abril de 2009, a operação SharQc foi conduzida pela força policial provinciana de Québec. Foi o maior ataque da história contra a HAMC no Canadá e provavelmente em toda história do HAMC. ao todo 177 ações foram conduzidas pela polícia, 123 membros foram detidos, principalmente por acusações de homicídios de primeiro grau, tentativas de homicídio, formação de quadrilha ou tráfico de drogas. A polícia apreendeu 5 milhões de dólares em dinheiro, dezenas de quilos de cocaína, maconha e haxixe, e milhares de pílulas. A operação poderá, no futuro encerrar o caso de 22 assassinatos não esclarecidos. A Operação SarQc envolveu um membro oficial da gangue transformado em informante, um fato muito raro em Quebec.

#### Brasil
Em 2009 durante um evento em Interlagos a facção brasileira do Hells Angels protagonizou uma briga com os Abutre's Moto Clube. O que se seguiu foram minutos de pânico para os visitantes e expositores. Copos, garrafas, cadeiras e correntes haviam se transformado em armas além de facas, canivetes e revólveres.